# Leola (Dakota del Sud)
Leola è un comune (city) degli Stati Uniti d'America e capoluogo della contea di McPherson nello Stato del Dakota del Sud. La popolazione era di 457 abitanti al censimento del 2010. La città venne fondata il 1º maggio 1884 e prende questo nome in onore di Leola Haynes, la figlia di uno dei fondatori della città. La città occupa un'area interamente rurale, e le imprese e i servizi principali sono un negozio di alimentari, un distributore di benzina, ristoranti, bar, una banca, un ufficio postale, un hotel, diverse piccole aziende, negozi, ascensori di grano, la polizia locale, i vigili del fuoco, e le scuole pubbliche della contea.

## Geografia fisica
Leola è situata a 45°43′16″N 98°56′19″W (45.721238, -98.938503).
Secondo lo United States Census Bureau, la città ha una superficie totale di 1,86 km², dei quali 1,85 km² di territorio e 0,01 km² di acque interne (0,69% del totale).
A Leola è stato assegnato lo ZIP code 57456 e lo FIPS place code 36460.

## Società

### Evoluzione demografica
Secondo il censimento del 2010, la popolazione era di 457 abitanti.

### Etnie e minoranze straniere
Secondo il censimento del 2010, la composizione etnica della città era formata dal 96,28% di bianchi, lo 0,22% di afroamericani, lo 0,22% di nativi americani, lo 0,22% di asiatici, lo 0% di oceanici, lo 0% di altre razze, e il 3,06% di due o più etnie. Ispanici o latinos di qualunque razza erano l'1,97% della popolazione.